# معادله ویلر–دویت
در گرانش کوانتومی، معادله ویلر–دویت (به انگلیسی: Wheeler–DeWitt equation) نسخه کوانتومی محدودیت هامیلتونی با استفاده از متغیرهای متریک است.